# Poljica
 Ovo je glavno značenje pojma Poljica. Za druga značenja pogledajte Poljica (razdvojba).
Poljica su kraj istočno od Splita. Protežu se od Žrnovnice do Blata na Cetini i Omiša, od mora do Zamosorja.

## Smještaj
Poljica sačinjavaju bezbroj malih živopisnih polja koja su se smjestila oko planine Mosor.
Administrativno područje pod samoupravom puka tzv. Poljičke republike koje su svoju široku samoupravu baštinilo od 13. stoljeća do barbarskog upada Napoleonove sile početkom 19. stoljeća.
Sastoji se od Donjih, Srednjih i Gornjih Poljica.
Gornja Poljica čine današnja mjesta: Donji Dolac, Putišići, Srijane, Gornji Dolac i Trnbusi. Srednja Poljica uključuju današnja mjesta: Donje i Gornje Sitno, Srinjine, Tugare, Dubrava, Naklice, Gata, Zakučac, Čišla, Ostrvica, Zvečanje, Smolonje, Kostanje, Seoca i Podgrađe. Primorska, odnosno Donja Poljica čine mjesta: Podstrana, Jesenice i Duće.
Na prostoru ovog kraja se razvila povijesna Poljička Republika.

## Poznate osobe
- Ivan Paštrić (* 1636. - † 1708.),  hrvatski katolički svećenik, filolog, pjesnik, teolog i polihistor.

## Kultura
U Poljicima se od 2003. održava kulturna manifestacija "Dani Mile Gojsalić".

## Vanjske poveznice
- Web-stranica Saveza za Poljica